# Louis Partridge
Louis Partridge (sinh ngày 3 tháng 6 năm 2003) là một nam diễn viên người Anh. Anh được biết đến nhiều nhất qua vai Tử tước Tewkesbury trong bộ phim bí ẩn năm 2020 của Netflix mang tên Enola Holmes.

## Tiểu sử
Partridge sinh ra tại Wandsworth, London. Trước khi toả sáng trong Enola Holmes cùng Millie Bobby Brown, anh đã vào vai Piero de 'Medici của bộ phim truyền hình Medici và xuất hiện trong tác phẩm điện ảnh Paddington 2.

## Các tác phẩm đã tham gia

### Điện ảnh
| Năm  | Tựa đề           | Vai diễn               | Ghi chú     |
| ---- | ---------------- | ---------------------- | ----------- |
| 2014 | Beneath Water    | Felix                  | Phim ngắn   |
| 2014 | About a Dog      | Gav (trẻ)              | Phim ngắn   |
| 2015 | Pan              | Thợ mỏ                 |             |
| 2016 | Second Skin      | Cậu bé yêu thiên nhiên | Phim ngắn   |
| 2017 | Amazon Adventure | Henry Bates (trẻ)      |             |
| 2017 | Paddington 2     | Điệp viên FBI          | Cảnh bị cắt |
| 2020 | Enola Holmes     | Tử tước Tewkesbury     | Vai chính   |
| 2021 | The Lost Girls   | Peter Pan              | Hậu kì      |
| 2022 | Pistol           |                        | Vai Chính   |

### Truyền hình
| Năm  | Tựa đề  | Vai diễn         | Ghi chú  |
| ---- | ------- | ---------------- | -------- |
| 2014 | Boomers | Alf              | Tập #1.4 |
| 2019 | Medici  | Piero de' Medici | Mùa 3    |